# Sainte-Anastasie, Gard
Sainte-Anastasie är en kommun i departementet Gard i regionen Occitanien i södra Frankrike. Kommunen ligger i kantonen Saint-Chaptes som tillhör arrondissementet Nîmes. År 2022 hade Sainte-Anastasie 1 744 invånare.

## Befolkningsutveckling
Antalet invånare i kommunen Sainte-Anastasie
Referens:INSEE